# Gurieb
Der Gurieb ist ein ephemerer Trockenfluss (Rivier) im Südwesten Namibias. Sein Einzugsgebiet beträgt etwa 1900 km².

## Verlauf
Er entspringt  auf dem Schwarzrand, unterfließt bei Simplon die Nationalstraße B4 und die Bahnlinie Aus - Keetmanshoop und mündet in der Region ǁKharasKlicklaut in den Konkiep. Der Fluss wird oft auch Gurib genannt.